# ヨハン・ルートヴィヒ・ブルクハルト
ヨハン・ルートヴィヒ・ブルクハルト（Johann Ludwig Burckhardt, 1784年11月25日 - 1817年10月15日）は、スイスの旅行家で東洋学者である。フランス語で手紙を書き、フランス式にLouisと署名した。今日ヨルダンにあるペトラ市の遺跡を再発見したことで最も知られている。

## 生涯

### 青年期と初期の旅行
ブルクハルトはローザンヌで生まれた。
ライプツィヒとゲオルク・アウグスト大学ゲッティンゲンで学ぶと、1806年の夏にイングランドを訪れ、自然学者ヨハン・フリードリヒ・ブルーメンバッハからジョゼフ・バンクスに宛てた招待状を届け、アフリカ協会の会員と共にニジェール川の水源を発見する遠征隊を立ち上げようと1809年に申し出を受理した。ムスリムとして受け入れられればアフリカへの旅は容易だとの信念のもと、申し出が受け入れられると、ブルクハルトはアラビア語を学ぶためにレバントへの旅行を計画した。
準備としてブルクハルトは短期間ケンブリッジ大学でアラビア語を学び、酷暑の時期にイングランドの田舎で帽子を被らずに放浪し野菜と水で生活し吹きさらしの場所で眠ることで探検家としての厳しい体験に向けた準備をした。
ブルクハルトは1809年3月にマルタに向けてイングランドを出発し、そこから次の秋にアラビア語を完全なものにしシャリーアを学ぶためにシリアのアレッポに赴いた。
東洋の生活に関する知識を更に得るためにムスリムに変装し、名前をシェイク・イブラヒム・イブン＝アブダッラーとした。家族は否定したが、イスラム教への改宗が偽りのないものであったとの指摘がある。
2年間をレバントで過ごすと、アラビア語を完全に習得し、重要な試験を経てイスラム教の殆どを学んだムスリムがシャリーアの博士であると自称することに疑いを持たないほどにクルアーンやイスラム教とシャリーアに関する注釈の正確な知識があった。

### 発見から死まで
シリア滞在中にブルクハルトはレバノンダマスカスパルミラを訪れ、この地域の一連の探検旅行を行った。今日のヨルダンにあたる地域でこうした旅行の一つから千年近く発見されていなかったペトラの大規模で珍しい遺跡の「発見」につながった。この発見の衝撃に満足できず、ニジェール川の水源を明らかにする当初の目的を遂行することにした。従って1812年にリビアのフェザーンに向かうキャラバンに加わる目的でカイロに行った。
ブルクハルトはダル・マハスまでナイル川を遡るこの目的を一時禁止され、その際西方に向かうことは不可能であることを理解し、紅海をベルベルやシェンディに沿ってスアキンに向かいながら貧しいシリアの商人に身をやつしてヌビアの砂漠地帯を通る旅行を行い、アブ・シンベル神殿の壁の一部を発見する。そこからハッジの方法でメッカへの巡礼を行った。メッカに3か月滞在し、その後マディーナ、スエズを訪れた。
最も深刻な欠乏と苦難を耐え忍ぶと、疲労困憊の状態で1815年6月にカイロに戻ったが、1816年春にシナイ山に旅行し、そこから6月にカイロに戻り、そこで再びフェザーンに向かう準備を行った。この目的を遂行するにあたって数個の障害が立ちはだかり、遂に長らく夢だったサハラ砂漠横断のキャラバンが出発する準備をしていた1817年4月に赤痢にかかり、10月15日に死亡した。時々注意深くイングランドに日誌やメモ、手紙の写しを移していて、失われたものはごく僅かだった。800巻に及ぶ東洋の古写本の収集品をケンブリッジ大学の図書館に贈ることを遺言していた。

## 大衆文化
ブルクハルトは2005年のBBCのドキュメンタリードラマエジプトでトーマス・ロッキヤーにより描写された。

## 出版物
著作は遺著として次のものがアフリカ協会から出版された。
- Travels in Nubia（伝記に敬称が付いている）（1819年）
- Travels in Syria and the Holy Land（1822年）
- Travels in Arabia（1829年）
- Arabic Proverbs, or the Manners and Customs of the Modern Egyptians（1830年）
- Notes on the Bedouins and Wahabys（1831年）

## 参照
1. ↑  "Burckhardt, John Louis (BRKT809JL)". A Cambridge Alumni Database (英語). University of Cambridge.
2. ↑  New International Encyclopedia

- Chisholm, Hugh, ed. (1911). "Burckhardt, John Lewis" . Encyclopædia Britannica (英語) (11th ed.). Cambridge University Press.
- Paul Lunde, “The Lure of Mecca,” Saudi Aramco World, November/December 1974, pp. 14–21.
- "The Blue Nile", Alan Moorehead, Harper and Row, 1962.